# Myrsine maximowiczii
Myrsine maximowiczii là một loài thực vật có hoa trong họ Anh thảo. Loài này được (Koidz.) E. Walker mô tả khoa học đầu tiên năm 1954.